# Niarchos barragani
Espèce
Niarchos barragani est une espèce d'araignées aranéomorphes de la famille des Oonopidae.

## Distribution
Cette espèce est endémique d'Équateur. Elle se rencontre  dans les provinces de Cotopaxi, de Pichincha et de Santo Domingo de los Tsáchilas entre 700 et 2 300 m d'altitude sur le versant ouest de la cordillère Occidentale.

## Description
Le mâle holotype mesure 1,67 mm et la femelle 1,83 mm.

## Étymologie
Cette espèce est nommée en l'honneur d'Álvaro Barragán.

## Publication originale
- Platnick & Dupérré, 2010 : The Andean goblin spiders of the new genera Niarchos and Scaphios (Araneae, Oonopidae). Bulletin of the American Museum of Natural History, no 345, p. 1-120 (texte intégral).